# Матч всех звёзд женской НБА 2006 года
Матч всех звёзд женской НБА 2006 года (англ. 2006 WNBA All-Star Game) — ежегодная показательная баскетбольная игра, прошедшая в среду, 12 июля 2006 года, в Нью-Йорке (штат Нью-Йорк) на домашней площадке «Нью-Йорк Либерти» «Мэдисон-сквер-гарден». Эта игра стала 7-м матчем всех звёзд (ASG) в истории женской национальной баскетбольной ассоциации (ВНБА) и третьим, проведённым в Нью-Йорке, а первые два прошли в 1999 и 2003 годах. Эта встреча стала первой игрой, которая проходила в четыре четверти, потому что до 2005 года формат матча всех звёзд ВНБА отличался от общепринятого и состоял из двух половин. Игра транслировалась на кабельном спортивном телевизионном канале ESPN в 7:30 вечера по Североамериканскому восточному времени (ET), а судьями на этом матче работали Джун Корто, Лиза Маттингсли и Боб Трэммел.
Сборная Востока под руководством Майка Тибо легко переиграла сборную Запада Джона Уизенанта со счётом 98:82, тем самым прервав шестиматчевую гегемонию своего оппонента, так как первые 6 матчей всех звёзд женской НБА неизменно выигрывала команда Запада. Самым ценным игроком этого матча была признана Кэтрин Дуглас, представляющая на нём команду «Коннектикут Сан». С 2006 года в рамках звёздного уикенда ВНБА стал проводиться ставший ежегодным конкурс по трёхочковым броскам (англ. WNBA 3-Point Shootout Challenge).

## Перед матчем
10 июля 2006 года НБА объявила, что впервые в истории матчей всех звёзд женской НБА у мероприятия появится главный спонсор, которым станет компания Vonage. Кроме самой игры Vonage также станет спонсором награды самого ценного игрока матча и церемонии во время большого перерыва, когда будет объявлена сборная десятилетия ЖНБА. Было решено также, что впервые игроки будут выступать не в майках своих команд, а в специально подготовленной к этому мероприятию униформе с надписями «East» и «West».

## Матч всех звёзд

### Составы команд
Игроки стартовых пятёрок матча всех звёзд женской НБА выбираются по итогам электронного голосования, проводимого среди болельщиков на официальном сайте лиги — WNBA.com. Выбор баскетболисток резервного состава команд Востока и Запада проводится путём голосования среди главных тренеров клубов, входящих в конференцию, причём они не могут голосовать за своих собственных подопечных. До 2013 года наставники могли выбрать двух защитников, двух форвардов, одного центрового и ещё двух игроков вне зависимости от их амплуа. В 2014 году позиции форварда и центрового были объединены в единую категорию нападения, после чего наставники команд стали голосовать за двух защитников, трёх игроков нападения и одного игрока независимо от позиции. Если та или иная баскетболистка не может участвовать в ASG из-за травмы или по болезни, то их заменяют специально отобранные для этого резервисты.
По правилам женской НБА на тренерский мостик сборных Востока и Запада назначаются наставники команд, участвовавших в финале прошлого сезона, исключением являются матчи всех звёзд 1999 и 2009 годов. В 2005 году в финальной серии играли команды «Коннектикут Сан» и «Сакраменто Монархс», поэтому сборной Востока руководил Майк Тибо, а сборной Запада — Джон Уизенант. Официально их имена были объявлены женской НБА 27 июня, за пятнадцать дней до игры.
5 июля ВНБА опубликовала итоги голосования среди болельщиков на сайте ассоциации, по результатам которого наибольшее число голосов среди игроков Востока набрала Тамика Кэтчингс, а среди игроков Запада — Сью Бёрд. В итоге в стартовую пятёрку команды Востока кроме Кэтчингс попали Линдсей Уэйлен, Бекки Хэммон, Марго Дыдек и Никеша Сейлс, а в стартовую пятёрку сборной Запада помимо Бёрд вошли Лорен Джексон, Шерил Свупс, Дон Стэйли и Иоланда Гриффит.
8 июля были опубликованы итоги голосования среди главных тренеров команд ВНБА, по результатам которого резервистами Востока стали Деанна Нолан, Кэти Смит, Кэти Дуглас, Шерил Форд, Алана Бирд и Тамика Уитмор. Запасными Запада стали Кэппи Пондекстер, София Янг, Сеймон Огастус, Дайана Таурази, Лиза Лесли и Тина Томпсон. Однако Кэтчингс, Хэммон и Сейлс из-за травм не смогли принять участие в матче, в результате чего образовавшиеся вакантные места в стартовой пятёрке Востока заняли Дуглас, Бирд и Форд, на замену которых в состав резервистов Востока были включены Кэндис Дюпри, Тадж Макуильямс и Танджела Смит, в составе же Запада из-за травмы не смогла участвовать в этом матче Тина Томпсон, её место среди резервистов заняла Мишель Сноу.
По результатам голосования седьмой раз на матч всех звёзд получили вызов Никеша Сейлс и Лиза Лесли, шестой раз — Иоланда Гриффит, Кэти Смит и Тина Томпсон и пятый раз — Тадж Макуильямс, Дон Стэйли, Шерил Свупс и Лорен Джексон.
В данной таблице опубликованы полные составы сборных Востока и Запада предстоящего матча.
| Поз.                                        | Игрок              | Команда           | Выбор             |
| Стартовая пятёрка                           | Стартовая пятёрка  | Стартовая пятёрка | Стартовая пятёрка |
| ------------------------------------------- | ------------------ | ----------------- | ----------------- |
| З                                           | Линдсей Уэйлен     | Коннектикут Сан   | 1-й               |
| З                                           | Бекки Хэммон[a]    | Нью-Йорк Либерти  | 3-й               |
| Ф                                           | Никеша Сейлс[a]    | Коннектикут Сан   | 7-й               |
| Ф                                           | Тамика Кэтчингс[a] | Индиана Фивер     | 4-й               |
| Ц                                           | Марго Дыдек        | Коннектикут Сан   | 2-й               |
| Запасные игроки                             |                    |                   |                   |
| З                                           | Алана Бирд[c]      | Вашингтон Мистикс | 2-й               |
| З                                           | Деанна Нолан       | Детройт Шок       | 3-й               |
| З                                           | Кэти Смит          | Детройт Шок       | 6-й               |
| Ф                                           | Кэти Дуглас[c]     | Коннектикут Сан   | 1-й               |
| Ф                                           | Шерил Форд[c]      | Детройт Шок       | 3-й               |
| Ф                                           | Тамика Уитмор      | Индиана Фивер     | 1-й               |
| Ф                                           | Кэндис Дюпри[b]    | Чикаго Скай       | 1-й               |
| Ц                                           | Тадж Макуильямс[b] | Коннектикут Сан   | 5-й               |
| Ц                                           | Танджела Смит[b]   | Шарлотт Стинг     | 1-й               |
| Главный тренер: Майк Тибо (Коннектикут Сан) |                    |                   |                   |

| Поз.                                               | Игрок             | Команда                  | Выбор             |
| Стартовая пятёрка                                  | Стартовая пятёрка | Стартовая пятёрка        | Стартовая пятёрка |
| -------------------------------------------------- | ----------------- | ------------------------ | ----------------- |
| З                                                  | Дон Стэйли        | Хьюстон Кометс           | 5-й               |
| З                                                  | Сью Бёрд          | Сиэтл Шторм              | 4-й               |
| Ф                                                  | Шерил Свупс       | Хьюстон Кометс           | 5-й               |
| Ф                                                  | Лорен Джексон     | Сиэтл Шторм              | 5-й               |
| Ц                                                  | Иоланда Гриффит   | Сакраменто Монархс       | 6-й               |
| Запасные игроки                                    |                   |                          |                   |
| З                                                  | Кэппи Пондекстер  | Финикс Меркури           | 1-й               |
| З                                                  | Дайана Таурази    | Финикс Меркури           | 2-й               |
| Ф                                                  | Сеймон Огастус    | Миннесота Линкс          | 1-й               |
| Ф                                                  | Тина Томпсон[a]   | Хьюстон Кометс           | 6-й               |
| Ф                                                  | София Янг         | Сан-Антонио Силвер Старз | 1-й               |
| Ц                                                  | Лиза Лесли        | Лос-Анджелес Спаркс      | 7-й               |
| Ц                                                  | Мишель Сноу[b]    | Хьюстон Кометс           | 2-й               |
| Главный тренер: Джон Уизенант (Сакраменто Монархс) |                   |                          |                   |

- a  Игроки, не принимавшие участие в матче из-за травмы.
- b  Игроки, заменившие в нём травмированных.
- c  Игроки, начавшие игру в стартовой пятёрке, вместо травмированных.

### Ход матча
Первая четверть встречи началась с небольшого рывка сборной Запада, инициатором которого стала Лорен Джексон, в итоге уже после первых четырёх минут матча преимущество Запада составляло пять очков (11:6). Тут же команда Востока совершила ответный рывок, набрав восемь очков подряд (14:11), во время которого Кэти Смит забила два трёхочковых броска подряд. Оставшаяся же часть первой четверти прошла в равной борьбе и закончилась с минимальным перевесом Запада 28:27. Первые четыре минуты второй четверти на площадке вновь шла абсолютно равная борьба, по истечении которых команда Запада по-прежнему лидировала (36:33). Решающим отрезком матча стала вторая половина второй четверти, когда команда Востока совершила резкий рывок 16:4, во время которого солировали та же Кэти Смит и Шерил Форд, дочь известного в прошлом баскетболиста НБА Карла Мэлоуна и Бониты Форд. Шерил набрала шесть очков из шестнадцати и по итогам первой половины встречи установила окончательное преимущество своей команды 49:40.
Начальный отрезок второй половины матча также остался за баскетболистками Востока, во время которого Шерил Форд набрала три очка в одной атаке и пять очков подряд, доведя перевес своей команды до семнадцати очков, 59:42 за 7:24 до конца третьей четверти. Тут сборная Запада немного сократила преимущество в счёте, забив четыре очка кряду, однако в дальнейшем разница в счёте продолжала расти, следующий отрезок матча вновь остался за командой Востока, предопределивший результат матча, во время которого (15:10) особо отличились Тадж Макуильямс и Линдсей Уэйлен. В итоге этот спурт закончился точным попаданием Тамики Уитмор, в результате чего перевес в счёте достиг максимальной отметки за 0:54 до конца третьей четверти (79:54), которая закончилась с преимуществом сборной Востока в 23 очка (79:56), посему последняя четверть осталась простой формальностью. Усилиями же Мишель Сноу, Шерил Свупс и Сеймон Огастус сборная Запада выиграла четвёртую четверть с разницей в семь очков (26:19), однако итоговый результат остался неизменным (98:82), и команда Востока впервые выиграла матч всех звёзд.
Самым ценным игроком матча была признана Кэти Дуглас из «Коннектикут Сан», которая набрала 16 очков, совершила 5 подборов, а также сделала 4 передачи и 1 перехват. Кроме этого лучшими игроками, предопределившими победу команды Востока, стали Кэти Смит, набравшая 14 очков и 4 подбора, Шерил Форд, набравшая 13 очков и 4 подбора и Тадж Макуильямс, набравшая 10 очков и 6 подборов. Лучшими же игроками сборной Запада стали резервисты Сеймон Огастус, набравшая 16 очков, Линдсей Уэйлен, набравшая 10 очков, 5 подборов и 6 передач, Мишель Сноу, набравшая 8 очков и 11 подборов, Лиза Лесли, набравшая 9 очков и 7 подборов и Дайана Таурази, набравшая те же 9 очков.
| 12 июля 2006 года 7:30 pm (ET) | Протокол | Сборная Востока            | 98:82    | Сборная Запада               | Мэдисон-сквер-гарден, Нью-Йорк (штат Нью-Йорк) Зрителей: 12 998 Судьи: Боб Трэммел № 10 Джун Корто № 22 Лиза Маттингсли № 30 | ESPN |
| 12 июля 2006 года 7:30 pm (ET) | Протокол | 27:28, 22:12, 30:16, 19:26 |          |                              | Мэдисон-сквер-гарден, Нью-Йорк (штат Нью-Йорк) Зрителей: 12 998 Судьи: Боб Трэммел № 10 Джун Корто № 22 Лиза Маттингсли № 30 | ESPN |
| 12 июля 2006 года 7:30 pm (ET) | Протокол | Кэти Дуглас 16             | Очки     | Сеймон Огастус 16            | Мэдисон-сквер-гарден, Нью-Йорк (штат Нью-Йорк) Зрителей: 12 998 Судьи: Боб Трэммел № 10 Джун Корто № 22 Лиза Маттингсли № 30 | ESPN |
| 12 июля 2006 года 7:30 pm (ET) | Протокол | Марго Дыдек 9              | Подборы  | Мишель Сноу 11               | Мэдисон-сквер-гарден, Нью-Йорк (штат Нью-Йорк) Зрителей: 12 998 Судьи: Боб Трэммел № 10 Джун Корто № 22 Лиза Маттингсли № 30 | ESPN |
| 12 июля 2006 года 7:30 pm (ET) | Протокол | Деанна Нолан 7             | Передачи | Стэйли, Свупс и Пондекстер 4 | Мэдисон-сквер-гарден, Нью-Йорк (штат Нью-Йорк) Зрителей: 12 998 Судьи: Боб Трэммел № 10 Джун Корто № 22 Лиза Маттингсли № 30 | ESPN |

### Полная статистика матча
В данной таблице показан подробный статистический анализ этого матча.
- Кэти Дуглас, лучшая по очкам и самый ценный игрок матча (16)
- Мишель Сноу, лучший игрок матча по подборам (11)
- Деанна Нолан, лучший игрок матча по передачам (7)
- Лорен Джексон, лучший игрок матча по перехватам (4)
- Марго Дыдек, лучший игрок матча по блок-шотам (4)

| Звёзды Восточной конференции |                         |        |       |      |       |     |     |     |     |    |    |     |    |     |
| Стартовая пятёрка            | Команда                 | MIN    | FG    | 3P   | FT    | OFF | DEF | TOT | AST | ST | BS | TOV | PF | PTS |
| Линдсей Уэйлен               | Коннектикут Сан         | 25:01  | 5-7   | 0-0  | 0-0   | 1   | 4   | 5   | 6   | 2  | 0  | 7   | 1  | 10  |
| Алана Бирд                   | Вашингтон Мистикс       | 14:43  | 3-6   | 0-2  | 0-0   | 0   | 2   | 2   | 1   | 0  | 0  | 1   | 0  | 6   |
| Кэти Дуглас[d]               | Коннектикут Сан         | 17:25  | 6-13  | 4-7  | 0-0   | 1   | 4   | 5   | 4   | 1  | 0  | 1   | 0  | 16  |
| Шерил Форд                   | Детройт Шок             | 19:47  | 6-7   | 0-0  | 1-1   | 0   | 4   | 4   | 1   | 1  | 1  | 1   | 1  | 13  |
| Марго Дыдек                  | Коннектикут Сан         | 18:14  | 1-3   | 0-0  | 1-2   | 0   | 9   | 9   | 0   | 1  | 4  | 1   | 1  | 3   |
| Запасные игроки              |                         |        |       |      |       |     |     |     |     |    |    |     |    |     |
| Деанна Нолан                 | Детройт Шок             | 21:13  | 2-7   | 1-3  | 2-2   | 1   | 1   | 2   | 7   | 1  | 0  | 1   | 0  | 7   |
| Кэти Смит                    | Детройт Шок             | 22:44  | 5-12  | 2-9  | 2-2   | 1   | 3   | 4   | 2   | 1  | 1  | 2   | 2  | 14  |
| Тамика Уитмор                | Индиана Фивер           | 17:32  | 4-8   | 1-2  | 0-0   | 2   | 2   | 4   | 0   | 1  | 2  | 5   | 0  | 9   |
| Кэндис Дюпри                 | Чикаго Скай             | 11:59  | 4-8   | 0-0  | 0-0   | 1   | 4   | 5   | 2   | 1  | 0  | 1   | 0  | 8   |
| Тадж Макуильямс              | Коннектикут Сан         | 18:04  | 4-8   | 0-0  | 2-4   | 4   | 2   | 6   | 1   | 0  | 0  | 0   | 1  | 10  |
| Танджела Смит                | Шарлотт Стинг           | 13:18  | 0-3   | 0-1  | 2-2   | 1   | 3   | 4   | 1   | 0  | 0  | 0   | 2  | 2   |
| Всего                        |                         | 200:00 | 40-82 | 8-24 | 10-13 | 12  | 38  | 50  | 25  | 9  | 8  | 20  | 8  | 98  |
| Главный тренер               | Майк Тибо (Коннектикут) |        |       |      |       |     |     |     |     |    |    |     |    |     |

| Звёзды Западной конференции |                            |        |       |      |      |     |     |     |     |    |    |     |    |     |
| Стартовая пятёрка           | Команда                    | MIN    | FG    | 3P   | FT   | OFF | DEF | TOT | AST | ST | BS | TOV | PF | PTS |
| Дон Стэйли                  | Хьюстон Кометс             | 19:41  | 2-5   | 1-4  | 0-0  | 2   | 5   | 7   | 4   | 0  | 0  | 2   | 0  | 5   |
| Сью Бёрд                    | Сиэтл Шторм                | 18:19  | 4-8   | 1-4  | 0-0  | 1   | 1   | 2   | 3   | 2  | 1  | 2   | 0  | 9   |
| Шерил Свупс                 | Хьюстон Кометс             | 25:32  | 2-8   | 1-4  | 1-2  | 1   | 1   | 2   | 4   | 1  | 1  | 1   | 1  | 6   |
| Лорен Джексон               | Сиэтл Шторм                | 12:59  | 3-6   | 1-4  | 0-0  | 1   | 3   | 4   | 0   | 4  | 1  | 0   | 1  | 7   |
| Иоланда Гриффит             | Сакраменто Монархс         | 20:35  | 2-9   | 0-0  | 3-4  | 2   | 1   | 3   | 2   | 2  | 1  | 1   | 1  | 7   |
| Запасные игроки             |                            |        |       |      |      |     |     |     |     |    |    |     |    |     |
| Кэппи Пондекстер            | Финикс Меркури             | 15:40  | 2-8   | 0-2  | 0-0  | 1   | 1   | 2   | 4   | 1  | 0  | 3   | 1  | 4   |
| Дайана Таурази              | Финикс Меркури             | 19:28  | 3-11  | 3-8  | 0-0  | 0   | 2   | 2   | 2   | 0  | 0  | 0   | 1  | 9   |
| Сеймон Огастус              | Миннесота Линкс            | 21:35  | 7-11  | 2-2  | 0-0  | 0   | 2   | 2   | 1   | 1  | 0  | 2   | 0  | 16  |
| София Янг                   | Сан-Антонио Силвер Старз   | 12:43  | 1-4   | 0-0  | 0-0  | 0   | 3   | 3   | 0   | 0  | 0  | 2   | 0  | 2   |
| Лиза Лесли                  | Лос-Анджелес Спаркс        | 15:02  | 3-10  | 0-2  | 3-6  | 2   | 5   | 7   | 1   | 0  | 1  | 1   | 3  | 9   |
| Мишель Сноу                 | Хьюстон Кометс             | 18:26  | 3-9   | 0-0  | 2-4  | 6   | 5   | 11  | 1   | 1  | 0  | 0   | 2  | 8   |
| Всего                       |                            | 200:00 | 32-89 | 9-30 | 9-16 | 16  | 29  | 45  | 22  | 12 | 5  | 14  | 10 | 82  |
| Главный тренер              | Джон Уизенант (Сакраменто) |        |       |      |      |     |     |     |     |    |    |     |    |     |

- d  Жирным курсивным шрифтом выделена статистика самого ценного игрока матча.

## Другие события

### Конкурс трёхочковых бросков
В дебютном соревновании по трёхочковым броскам (англ. WNBA 3-Point Shootout Challenge) принимали участие четыре игрока. В этом году его участниками стали: первый номер драфта ВНБА 2004 года Дайана Таурази, а также многократные участницы матча всех звёзд ВНБА, Дон Стэйли, Кэти Дуглас и Кэти Смит. По правилам, претендент должен реализовать столько 3-очковых попыток насколько возможно из 5 разных позиций в течение одной минуты. Игрок начинает кидать из одного угла площадки, постепенно перемещаясь от «точки» к «точке» по дуге, пока не достигнет противоположного угла площадки. На каждой «точке» игроку предоставляется 4 мяча, каждое попадание оценивается в одно очко, а также есть специальный «призовой мяч», достоинством в 2 балла. Конкурс прошёл во вторник, накануне матча всех звёзд, 11 июля 2006 года в 1:30 вечера по Североамериканскому восточному времени (ET).
В первом раунде победила Стэйли, набравшая 19 очков, на пять баллов опередив Дуглас (14), ставшей второй. Смит и Таурази набрали 13 и 9 очков соответственно и не прошли в финальный раунд. В финале Дон Стэйли набрала 17 очков, на два меньше, чем в первом раунде, что не помешало ей выиграть конкурс, так как Дуглас закончила соревнование с результатом в 16 баллов. Решающими в драматичном финале стали два последних точных броска Стэйли, среди которых был и «призовой мяч».
| Поз. | Игрок          | Команда         | Рост, см | Вес, кг | Попадания | Попытки | Процент | 1-й раунд | 2-й раунд |
| ---- | -------------- | --------------- | -------- | ------- | --------- | ------- | ------- | --------- | --------- |
| З    | Дон Стэйли     | Хьюстон Кометс  | 168      | 61      | 53        | 124     | 42,7    | 19        | 17        |
| Ф    | Кэти Дуглас    | Коннектикут Сан | 183      | 74      | 73        | 173     | 42,2    | 14        | 16        |
| З    | Кэти Смит      | Детройт Шок     | 180      | 82      | 59        | 161     | 36,6    | 13        | DNQ       |
| З    | Дайана Таурази | Финикс Меркури  | 180      | 78      | 121       | 305     | 39,7    | 9         | DNQ       |

### Соревнование по баскетбольным умениям
В ежегодном соревновании по баскетбольным умениям (англ. All-Star Dribble, Dish and Swish Challenge) принимали участие четыре игрока. В этом году участниками конкурса стали два первых номера драфта ВНБА 2002 и 2006 годов Сью Бёрд и Сеймон Огастус, а также многократные участницы матча всех звёзд, Деанна Нолан и Кэппи Пондекстер. В данном конкурсе игроки соревнуются в умении владения мячом: броски чередуются с точными пасами и оббеганиями официального логотипа ВНБА в человеческий рост с соблюдением официальных правил ведения мяча. Претендент, прошедший с лучшим временем, становиться победителем. Состязание прошло во вторник, накануне матча всех звёзд, 11 июля 2006 года в 2:00 вечера по Североамериканскому восточному времени (ET).
Лучшее время в первом раунде показала Сью Бёрд, которая справилась с заданием за 29,2 секунды, почти на девять секунд быстрее Огастус (38,1), ставшей второй. Пондекстер и Нолан уложились за 39,0 и 40,8 секунды соответственно и не прошли в финальный раунд. В финале Бёрд выполнила задание за 33,2 секунды, на четыре секунды хуже, чем в первом раунде. Победителем конкурса стала Огастус, которая во втором раунде показала время 28,5 секунды, побив результат Бёрд, показанный в первом раунде, тем самым перечеркнув надежды последней на защиту прошлогоднего титула.
| Поз. | Игрок            | Команда         | Рост, см | Вес, кг | 1-й раунд | 2-й раунд |
| ---- | ---------------- | --------------- | -------- | ------- | --------- | --------- |
| Ф    | Сеймон Огастус   | Миннесота Линкс | 183      | 81      | 38,1      | 28,5      |
| З    | Сью Бёрд         | Сиэтл Шторм     | 175      | 68      | 29,2      | 33,2      |
| З    | Кэппи Пондекстер | Финикс Меркури  | 175      | 73      | 39,0      | DNQ       |
| З    | Деанна Нолан     | Детройт Шок     | 183      | 73      | 40,8      | DNQ       |

### Сборная десятилетия женской НБА
Женская НБА была основана 24 апреля 1996 года, поэтому по случаю десятой годовщины лиги сезон 2006 года считался юбилейным. По этой причине ассоциация посредством голосования среди болельщиков, средств массовой информации, тренеров и самих баскетболисток выбрала десять лучших игроков десятилетия лиги. Для этого на официальном сайте ВНБА ещё до матча всех звёзд был опубликован список из тридцати претенденток. Эта сборная включала в себя десять лучших и наиболее влиятельных игроков первого десятилетия женской НБА, среди качеств которых учитывались принцип спортивного фейр-плей, служение общественности, лидерские качества и вклад в развитие женского баскетбола. В эту сборную могли быть включены только игроки, выступавшие в ВНБА, но также рассматривались и их достижения во время выступлений в альтернативных лигах. Официально ассоциация объявила результаты голосования 13 июля 2006 года, на следующий день после проведения матча всех звёзд.
| Игрок           | Поз. | Команды | Колледж                       | Медали[e]                                 | Титулы[e] | Награды[e]                                                                    | ASG WNBA[e]          |
| --------------- | ---- | --- | ----------------------------- | ----------------------------------------- | --------- | ----------------------------------------------------------------------------- | -------------------- |
| Сью Бёрд        | З    | Сиэтл Шторм (2002—н. в.) | Коннектикут                   | 2004 (золото)                             | 2004      | —                                                                             | 2002—2006            |
| Иоланда Гриффит | Ц    | Сакраменто Монархс (1999—2007) Сиэтл Шторм (2008) Индиана Фивер (2009)                                                       | Флорида Атлантик              | 2000 (золото) 2004 (золото)               | 2005      | MVP (1999) DPOY (1999)                                                        | 1999—2001, 2003—2006 |
| Лорен Джексон   | Ц    | Сиэтл Шторм (2001—2012) | Австралийский институт спорта | 2000 (серебро) 2004 (серебро)             | 2004      | MVP (2003)                                                                    | 2001—2003, 2005—2006 |
| Синтия Купер[f] | З    | Хьюстон Кометс (1997—2000, 2003)                                                                                             | Юж. Калифорния                | 1988 (золото) 1992 (бронза)               | 1997—2000 | MVP (1997—1998) MVP финала (1997—2000)                                        | 1999—2000, 2003      |
| Тамика Кэтчингс | Ф    | Индиана Фивер (2002—н. в.)                                                                                                   | Теннесси                      | 2004 (золото)                             | —         | DPOY (2005—2006) ROY (2002)                                                   | 2002—2006            |
| Лиза Лесли      | Ц    | Лос-Анджелес Спаркс (1997—2009)                                                                                              | Юж. Калифорния                | 1996 (золото) 2000 (золото) 2004 (золото) | 2001—2002 | MVP (2001, 2004) MVP финала (2001—2002) MVP ASG (1999, 2001—2002) DPOY (2004) | 1999—2006            |
| Шерил Свупс     | Ф    | Хьюстон Кометс (1997—2007) Сиэтл Шторм (2008) Талса Шок (2011)                                                               | Техас Тек                     | 1996 (золото) 2000 (золото) 2004 (золото) | 1997—2000 | MVP (2000, 2002, 2005) MVP ASG (2005) DPOY (2000, 2002—2003)                  | 1999—2000, 2002—2006 |
| Кэти Смит       | Ф    | Миннесота Линкс (1999—2005) Детройт Шок (2006—2009) Вашингтон Мистикс (2010) Сиэтл Шторм (2011—2012) Нью-Йорк Либерти (2013) | Огайо Стэйт                   | 2000 (золото) 2004 (золото)               | 2006      | —                                                                             | 2000—2006            |
| Дон Стэйли      | З    | Шарлотт Стинг (1999—2005) Хьюстон Кометс (2005—2006)                                                                         | Виргиния                      | 1996 (золото) 2000 (золото) 2004 (золото) | —         | KPSA (1999, 2006)                                                             | 2002—2006            |
| Тина Томпсон    | Ф    | Хьюстон Кометс (1997—2008) Лос-Анджелес Спаркс (2009—2011) Сиэтл Шторм (2012—2013)                                           | Юж. Калифорния                | 2004 (золото)                             | 1997—2000 | MVP ASG (2000)                                                                | 1999—2004, 2006      |

### Достойные упоминания
Помимо десяти лучших игроков женская НБА также представила список из пяти баскетболисток, которые своими выступлениями получили право быть достойными упоминания, а трое из них, Тиша Пенишейру, Дайана Таурази и Тереза Уизерспун, спустя пять лет, 23 июля 2011 года, были включены в число пятнадцати лучших игроков в истории ассоциации.
| Игрок               | Поз. | Команды | Колледж      | Медали[e]                   | Титулы[e] | Награды[e]       | ASG WNBA[e]     |
| ------------------- | ---- | --- | ------------ | --------------------------- | --------- | ---------------- | --------------- |
| Рути Болтон[f]      | З    | Сакраменто Монархс (1997—2004)                                                                                    | Оберн        | 1996 (золото) 2000 (золото) | —         | —                | 1999, 2001      |
| Тиша Пенишейру      | З    | Сакраменто Монархс (1998—2009) Лос-Анджелес Спаркс (2010—2011) Чикаго Скай (2012)                                 | Олд Доминион | —                           | 2005      | —                | 1999—2002       |
| Дайана Таурази      | З    | Финикс Меркури (2004—н. в.)                                                                                       | Коннектикут  | 2004 (золото)               | —         | ROY (2004)       | 2004—2006       |
| Тереза Уизерспун[f] | З    | Нью-Йорк Либерти (1997—2003) Лос-Анджелес Спаркс (2004)                                                           | Луизиана Тек | 1988 (золото) 1992 (бронза) | —         | DPOY (1997—1998) | 1999—2003       |
| Чамик Холдскло      | Ф    | Вашингтон Мистикс (1999—2004) Лос-Анджелес Спаркс (2005—2007) Атланта Дрим (2009) Сан-Антонио Силвер Старз (2010) | Теннесси     | 2000 (золото)               | —         | ROY (1999)       | 1999—2003, 2005 |

- e  Завоёванные Олимпийские медали, чемпионские титулы, награды и матчи всех звёзд, в которых игроки принимали участие, указаны на момент завершения сезона 2006 года.
- f  На момент объявления результатов голосования баскетболистка уже завершила свою профессиональную игровую карьеру.

## Трансляция матча
На территории США матч всех звёзд женской НБА (как и матчи с 1999 по 2002 год) транслировался каналом ESPN. Зрительская аудитория матча составила 447 000 человек, что намного меньше аудитории предыдущих игр, транслировавшихся на канале ABC, когда матч смотрело более 1 000 000 человек. Кроме того, матч был показан в записи в 198 странах мира на 33 языках, превзойдя достижение прошлого года, когда игру посмотрели в 193 странах на 31 языке.